# Jordan Joseph
Pour les articles homonymes, voir Joseph.

a Compétitions nationales et continentales officielles uniquement.

b Matchs officiels uniquement.
Dernière mise à jour le 4 mars 2025.
Jordan Joseph, né le 31 juillet 2000 à Garges-lès-Gonesse (Val-d'Oise), est un joueur international français de rugby à XV qui évolue au poste de troisième ligne centre avec le Racing 92.
Il est élu meilleur joueur du Championnat du monde junior 2018, alors qu'il est doublement surclassé. 

## Biographie

### Formation
Jordan Joseph est né le 31 juillet 2000 à Garges-lès-Gonesse. Il est d'origine haïtienne. Il commence la pratique du rugby à l'AAS Sarcelles à l'âge de 13 ans en 2013,. En 2014, il rejoint le centre de formation du RC Massy avec qui il évolue jusqu'en 2018. 

### En club

#### Début avec le Racing 92 (2018-2021)
Pour la saison 2018-2019, Jordan Joseph rejoint le Racing 92, avec qui il a déjà signé un contrat avant sa révélation en coupe du monde.
Il joue son premier match avec l'équipe professionnelle le 25 août 2018 lors de la première journée de Top 14 lors d'un déplacement du Racing au RC Toulon en entrant en jeu à la 50e minute et une victoire des franciliens 9 à 25. Puis, il vit sa première titularisation lors de la réception de l'ASM Clermont lors de la 2e journée de Top 14. Lors de sa première saison, il dispute 11 matches de championnat en inscrivant 2 essais et un match de Coupe d'Europe.
En avril 2019, il n'a toujours pas le statut de JIFF car il n'a pas encore validé 5 années pleines en tant que licencié FFR. Ceci entraîne un frein à sa progression car il ne peut être aligner à chaque match afin que le club francilien ne descende pas sous la barre des 15 JIFFs de moyenne à la fin de la saison. Il ne dispute donc que 5 matches de Top 14 et un match de Coupe d'Europe lors de la saison 2018-2019.
En décembre 2020, il prolonge son contrat avec le Racing 92. Lors de la saison 2020-2021 de Top 14, il dispute seulement 10 matches et inscrit 2 essais.
En août 2021, il participe aux 3 étapes de la saison 2021 du Supersevens avec le Racing 92 sevens,, mais il ne participe pas à la finale.

#### Prêt à la Section paloise (2021-2023)
En octobre 2021, il est prêté à la Section paloise pour le reste de la saison 2021-2022 de Top 14.Il débute seulement quelques jours après son arrivée lors de la 8e journée face à l'ASM Clermont. Il marque son premier essai avec la Section paloise le 6 novembre pour sa première titularisation, contre le Biarritz olympique à la 62e minute.
Le 26 mars 2022, lors de la 21e journée de Top 14, il inscrit 3 essais au Stade du Hameau face à l'USA Perpignan pour une victoire finale de 27 à 22. 
Il devait participer, avec les Barbarians britanniques, à un match amical face à l'équipe d'Angleterre le 19 juin 2022 mais une suspicion de pubalgie l'oblige à déclarer forfait.
A l'issue de la saison 2021-2022, Laurent Travers, le manager du Racing 92, annonce que son club ne demandera pas son rapatriement pour la saison suivante. Jordan Joseph reste donc dans le Béarn pour la saison 2022-2023. Il inscrit son premier essai de la saison lors de la première journée, permettant à la Section paloise de s'imposer à domicile (16 à 14) face à l'USA Perpignan. Après 7 matches et 2 essais inscrits, il voit sa saison marquer un coup d'arrêt avec une blessure à la cheville à la mi-octobre 2022. Rapidement rétabli, il participe à la belle victoire de la Section sur la pelouse du Stade rochelais (21 à 38), inscrivant le dernier essai palois.
Début février 2023, Jacky Lorenzetti annonce que Jordan Joseph sera bien de retour au Racing 92 pour la saison suivante. Le 18 février 2023, lors du match face à l'USA Perpignan pour le compte de la 17e journée de Top 14, il se blesse et souffre d'une désinsertion des adducteurs nécessitant une intervention chirurgicale. Son absence est estimée à 2 mois. 
Fin mars 2023, il confirme son retour au Racing 92 à l'issue de la saison 2022-2023. Joseph confirme toutefois avoir « vraiment hésité à rester à Pau ». 

#### Retour au Racing 92 (depuis 2023)
De retour au Racing 92 pour la saison 2023-2024 de Top 14, Jordan Joseph est titulaire en troisième ligne centre pour la première journée de championnat face à l'Union Bordeaux Bègles. De nouveau titulaire lors de la 2e journée de championnat, il inscrit son premier essai de la saison face à son ancienne équipe, la Section paloise.

### En équipe nationale
Jordan Joseph se révèle aux yeux du grand public en 2018 lors du Championnat du monde junior, à l'issue duquel il est désigné meilleur joueur du championnat,.
Doublement surclassé dans l'équipe des moins de 20 ans, Joseph commence le Championnat du monde dans le rôle d'un remplaçant et fait une entrée remarquée contre l'Irlande participant à la victoire de l'équipe de France, honorant par la même occasion sa première sélection avec les Bleuets.
À la suite de cette victoire, il s'installe comme titulaire pour le reste du tournoi. Après avoir battu les Baby Blacks en demi-finale, il est ainsi nommé parmi les 4 révélations du championnat par World Rugby, remportant le prix à la suite de la finale gagnée contre l'Angleterre.
En novembre 2018, il est sélectionné et titularisé avec les Barbarians français pour affronter les Tonga au stade Chaban-Delmas de Bordeaux. Les Baa-Baas s'inclinent 38 à 49 face aux tongiens.
Au mois de janvier 2020, Jordan Joseph fait partie de la liste des joueurs sélectionnés pour participer au Tournoi des Six Nations des moins de 20 ans avec l'équipe de France.
En février 2022, il est appelé pour la première fois avec l'équipe de France après les forfaits de Swan Rebbadj, Antoine Hastoy et Florent Vanverberghe pour préparer le 3e match du Tournoi des Six Nations 2022 face à l'équipe d’Écosse.
En octobre 2022, il fait partie des 42 joueurs retenus pour disputer l'Autumn Nations Series 2022 face à l'Australie, l'Afrique du Sud et le Japon au mois de novembre. Mais il doit une nouvelle fois déclarer forfait et est remplacé dans le groupe par Bastien Vergnes-Taillefer. Il est finalement rappelé avec treize autres joueurs, dont son coéquipier Émilien Gailleton, pour préparer le match face à l'Australie, puis celui contre l'Afrique du Sud et enfin celui contre le Japon mais il ne dispute aucun match de la tournée.
Au mois de juin 2024, il est retenu en équipe de France dans une liste de trente-deux joueurs pour préparer la tournée d'été en Argentine. Cette liste est marquée par l'absence des cadres habituels et la présence de nombreux joueurs sans sélections. Il vit sa première cape le 6 juillet 2024 au Stade Malvinas-Argentinas en tant que titulaire lors de la victoire française face à l'Argentine (28 à 13).

## Vie privée
Il suit en parallèle de sa carrière junior un BTS management des unités commerciales.

## Statistiques

### En club
| Saison                | Saison                | Championnat | Championnat | Championnat | Championnat | Compétitions de l'EPCR | Compétitions de l'EPCR | Compétitions de l'EPCR | Compétitions de l'EPCR |
| Saison                | Saison                | Compétition | M           | Pts         | Ess.        | Compétition            | M                      | Pts                    | Ess.                   |
| --------------------- | --------------------- | ----------- | ----------- | ----------- | ----------- | ---------------------- | ---------------------- | ---------------------- | ---------------------- |
| 2018-2019             | Racing 92             | Top 14      | 11          | 10          | 2           | Coupe d'Europe         | 1                      | -                      | -                      |
| 2019-2020             | Racing 92             | Top 14      | 5           | -           | -           | Coupe d'Europe         | 1                      | -                      | -                      |
| 2020-2021             | Racing 92             | Top 14      | 11          | 10          | 2           | Coupe d'Europe         | 2                      | 5                      | 1                      |
| 2021-2022             | Racing 92             | Top 14      | 2           | -           | -           | Coupe d'Europe         | -                      | -                      | -                      |
| Total Racing 92       | Total Racing 92       | Top 14      | 29          | 20          | 4           | Coupe d'Europe         | 4                      | 5                      | 1                      |
| 2021-2022             | → Section paloise     | Top 14      | 16          | 30          | 6           | Challenge européen     | 2                      | 5                      | 1                      |
| 2022-2023             | → Section paloise     | Top 14      | 16          | 15          | 3           | Challenge Cup          | 1                      | -                      | -                      |
| Total Section paloise | Total Section paloise | Top 14      | 32          | 40          | 9           | Challenge européen/Cup | 3                      | 5                      | 1                      |
| 2023-2024             | Racing 92             | Top 14      | 20          | 25          | 5           | Champions Cup          | 2                      | 0                      | 0                      |
| 2024-2025             | Racing 92             | Top 14      | 13          | 10          | 2           | Champions Cup          | 2                      | 0                      | 0                      |
| Total Racing 92       | Total Racing 92       | Top 14      | 33          | 35          | 7           | Champions Cup          | 4                      | 0                      | 0                      |

### En équipe nationale
| Année | Compétition | Matchs | Points | Essais |
| ----- | ----------- | ------ | ------ | ------ |
| 2024  | Test matchs | 2      | -      | -      |
| Total | Total       | 2      | 0      | 0      |

## Palmarès

### En sélection nationale
- France -20
  - Vainqueur du Championnat du monde junior en 2018 et 2019.

### Distinctions personnelles
- Meilleur joueur du Championnat du monde junior en 2018[30].